# Day of Days (Runrig-album)
Day of Days er et livealbum fra den skotske keltiske rockband Runrig fra 2004. Koncerten, der blev afholdt på Stirling Castle, fejrede gruppens 30-års jubilæum efter at være dannet i 1973.

## Spor
1. "Going Home" - 1:49
2. "Hearthammer" - 5:09
3. "Protect and Survive" - 5:07
4. "Big Sky" - 7:41
5. "Hearts of Olden Glory" - 4:57
6. "Sìol Ghoraidh" (The Genealogy of Goraidh) - 5:53
7. "Proterra" - 5:26
8. "Running to the Light" - 5:02
9. "The Stamping Ground" - 5:49
10. "Maymorning" - 10:41
11. "Faileas air an Àirigh" (Shadow on the Shieling) - 4:41
12. "Book of Golden Stories" - 3:37
13. "Day of Days" - 3:18
14. "All the Miles" - 3:43
15. "A Rèiteach" (The Betrothal) - 4:30